# Toéghin
Toéghin è un dipartimento del Burkina Faso classificato come comune, situato nella Provincia di Kourwéogo, facente parte della Regione dell'Altopiano Centrale.
Il dipartimento si compone del capoluogo e di altri 17 villaggi: Bendogo, Doanghin, Douré, Gogsé, Gourpila, Imkouka, Kangré, Listenga, Moetenga, Nahartenga, Sandogo, Sotenga, Tanghin, Toussougtenga, Youbga, Zeguedeghin e Zipelin.